# Isaak Bruckner
Isaak Bruckner (* 22. Juli 1686 in Diegten; † 6. April 1762 in Basel) war ein Schweizer Mechaniker und Geograph.

## Leben
Bruckner wuchs als Sohn des reformierten Landpfarrers Hans Heinrich Bruckner in Diegten auf. Er absolvierte eine Ausbildung zum Spangen- und Gürtelmacher, anschliessend zum Steinschneider und letztlich zum Mechaniker, worauf er 1712 in die Basler Zunft zu Hausgenossen aufgenommen wurde. 1722 hatte er in Basel seinen ersten Globus konstruiert und bis 1725 einen schwenkbaren Globus entwickelt. Auf Empfehlung von Johann I Bernoulli kam er 1725 nach Paris. Dort konnte er vor der Académie des sciences einen Kupferglobus präsentieren, der positiven Anklang fand. Er erhielt darauffolgend die Ernennung zum korrespondierenden Mitglied der Akademie. Ausserdem verlieh ihm Louis XV. den Titel eines königlichen Geographen.
Bruckner erhielt 1733 durch Leonhard Euler einen Ruf an die Russische Akademie der Wissenschaften nach Sankt Petersburg. Dort lehrte er Mechanik und stellte Mechaniken, Geräte, Werkzeug und Karten her, unter anderem auch für die Kaiserin Anna. Nachdem er 1745 die Akademie verlassen hatte, reiste er durch Europa über Wien und Berlin nach England sowie in die Niederlande. In Berlin veröffentlichte er 1749 ein umfangreicheres Kartenwerk, in den Niederlanden fertigte er für den Prinzen einen Globus.
Bruckner kehrte 1752 nach Basel zurück. Dort wurde er 1753 im Auftrag des Magistrats zum Privatdozenten für Geographie, Mechanik und Geometrie an der Universität Basel ernannt. Mit seinem dortigen Kollegen Daniel Bernoulli schuf er in den Jahren 1754 und 1755 eine Weltkarte und einen Globus aus vergoldetem Kupfer.

## Werke (Auswahl)
- Bericht über den nützlichen Gebrauch. Und alles das was anzumercken und zu sehen ist. Auff dem Globo terrestri welcher ausgefertigt worden von Isaak Bruckner, Basel 1722.
- Nouvel atlas de marine. Composé d’une carte générale, et de XII cartes particulières, qui représentent le globe terrestre, Berlin 1749.
- Tables de longitude des principaux lieux marqués sur le grand globe du cuivre doré construit. Avec une courte explication de la construction et de l’usage du même globe, Paris 1752.